# Monte (film)
Monte è un film del 2016 diretto da Amir Naderi.
La pellicola, con protagonisti Andrea Sartoretti e Claudia Potenza, è stato presentato nella selezione ufficiale fuori concorso della 73ª edizione della Mostra di Venezia.
Il film racconta la storia della lotta quotidiana di un uomo e della sua famiglia per fronteggiare la montagna e la sua forza ancestrale per costruire qualcosa di eterno entrando in contatto con un luogo incantato.

## Trama
In un passato remoto, identificabile con il periodo del Medioevo, in un villaggio semi-abbandonato ai piedi di una montagna vive Agostino con la moglie Nina e il figlio Giovanni e con una bambina il cui funerale viene celebrato proprio all'apertura del film. La montagna sovrasta il villaggio e si erge come un muro contro i raggi del sole che non arrivano mai ad illuminare la loro terra, ridotta a pietre e sterpaglia. Le persone muoiono per la fame ed emigrano ma il protagonista Agostino, nonostante tutti gli suggeriscano di andarsene, non vuole sottomettersi all’indigenza e decide che il destino della sua famiglia è lì, tra le vette.

## Produzione
Il film è stato girato in condizioni estreme a 2500 metri sulle montagne dell’Alto Adige sul gruppo montano del Latemar e in Friuli-Venezia Giulia tra Erto e Casso.

## Riconoscimenti
Premio Jaeger-LeCoultre Glory to the Filmmaker 2016, premio della selezione ufficiale della 73ª edizione della Mostra di Venezia consegnato al regista dal direttore Alberto Barbera, il premio è dedicato ad una personalità che ha lasciato un segno nel cinema contemporaneo.
Premio Speciale ai Nastri d'argento 2017 ad Andrea Sartoretti e Claudia Potenza per l'interpretazione.
Oltre a Venezia ed altri Festival Internazionali, ottiene due importanti riconoscimenti internazionali, venendo proiettato in Francia al Centre Georges Pompidou di Parigi e negli Stati Uniti d'America nella prestigiosa rassegna cinematografica del MOMA, il Museo d'Arte Moderna di New York, "The Contenders" che seleziona ogni anno tra tutti i titoli mondiali "i film destinati a resistere alla prova del tempo, a diventare dei classici di culto, opere d'arte cinematografica meritevoli di far parte della storia del cinema.".